# Concerto pour orchestre d'Escaich
Pour les articles homonymes, voir Concerto pour orchestre.
Le Concerto pour orchestre de Thierry  Escaich est une œuvre orchestrale composée en 2014 et créée le 14 janvier 2015, à l'occasion de l'inauguration de la Philharmonie de Paris.

## Création
Ce Concerto pour orchestre a été commandé conjointement par l'Orchestre de Paris et la Philharmonie de Paris, pour célébrer l'ouverture du bâtiment en janvier 2015.
Il a été créé le 14 janvier 2015 par l'Orchestre de Paris dirigé par Paavo Järvi, lors du premier gala d'ouverture, entièrement consacré à des œuvres de compositeurs français (Varèse, Dutilleux, Ravel, Fauré),.

## Instrumentation
Cette œuvre est composée pour un grand orchestre symphonique :  
- 3 flûtes, 2 clarinettes, 3 hautbois, 2 bassons ;
- 4 cors, 3 trompettes, 3 trombones, 1 tuba ;
- timbales, 3 percussions, piano, harpe, célesta ;
- cordes[6].

La partition est éditée aux Éditions Gérard Billaudot. 

## Analyse
La durée de cette œuvre est d'environ 30 minutes.
Cette composition est organisée en 4 mouvements enchainés :
1. Vivacissimo
2. Allegro giocoso
3. Andante moderato
4. Allegro molto.